# Aeroclube de Tatuí
O Aeroclube de Tatuí foi criado em 1974 na cidade de São Paulo com o nome de Aeroclube de Planadores Tietê e operava no aeródromo de Tietê. No final do ano de 1976, com o apoio dos tatuianos Acassil de Camargo, Dr. Nogueira e Benedito Braga, o Aeroclube de Planadores Tietê mudou suas operações para o aeródromo de Tatuí na cidade de Tatuí. Em 1986, foi declarado Entidade de Utilidade Pública Federal através da Lei nº 7.565, de 19 de dezembro de 1986 - Código Brasileiro de Aeronáutica.
Destina-se à prática e ao ensino das atividades ligadas ao voo, em especial o voo em planadores e é um dos maiores aeroclubes de voo a vela do país em número de aeronaves, bem como em número de pilotos formados ao longo de mais de três décadas de atividade ininterrupta.
Sua sede própria está situada no Aeródromo de Tatuí e possui na sua estrutura física um conjunto de cinco hangares, posto de abastecimento de AvGás, centro de tecnologia, casa de guarda-campo, alojamento coletivo, restaurante e uma sede social dotada de muito conforto para uso dos pilotos e dos seus familiares.
Sua frota é composta por dois motoplanadores, catorze planadores e três rebocadores.